# Anthina
Anthina är ett släkte av svampar. Anthina ingår i divisionen sporsäcksvampar och riket svampar.